# Elecciones federales de Australia de 1917
Las elecciones federales de Australia de 1917 fue llevada a cabo el 5 de mayo de 1917, para elegir a los miembros de la Cámara de Representantes de Australia y a 18 de los 36 miembros del Senado. El gobernante Partido Nacionalista, liderado por Billy Hughes, derrotó a la oposición formada por el Partido Laborista liderado por Frank Tudor con una amplia ventaja.
Hughes, entonces miembro del Partido Laborista, se había convertido en Primer Ministro cuando Andrew Fisher se retiró en 1915. Al año siguiente, Hughes y otros 24 diputados laboristas protagonizaron una escisión en el Partido Laborista por la oposición del partido al reclutamiento obligatorio para combatir en la Primera Guerra Mundial y formaron el Partido Nacional Laborista, que formó un nuevo gobierno minoritario apoyado por el Partido Liberal de la Mancomunidad de Joseph Cook. Un año después, en 1917, el Partido Nacional Laborista y el Partido Liberal se fusionaron y formaron el Partido Nacionalista de Australia, con Hughes como presidente y Cook como vicepresidente. Las elecciones se vieron influenciadas por el referéndum sobre el reclutamiento obligatorio celebrado el año pasado, el cual fue rechazado por un estrecho margen. El Partido Nacionalista obtuvo en estas elecciones una victoria decisiva, asegurando el mejor resultado desde la fundación de la federación. Los laboristas sufrieron un duro revés, perdiendo casi siete puntos porcentuales de voto comparado con las anteriores elecciones. Estas elecciones fueron las últimas elecciones federales celebradas mediante escrutinio mayoritario uninominal, que fue sustituido por la segunda vuelta instantánea en las elecciones de 1919.